# Comuna Donji Andrijevci, Slavonski Brod-Posavina
Donji Andrijevci este o comună în cantonul Slavonski Brod-Posavina, Croația, având o populație de 3.709 locuitori (2011).

## Demografie
Componența etnică a comunei Donji Andrijevci
     Croați (96,6%)
     Sârbi (2,32%)
     Necunoscut (0,05%)
     Neclasificat (0,89%)
Componența confesională a comunei Donji Andrijevci
     Catolici (95,2%)
     Ortodocși (2,75%)
     Necunoscută (0,67%)
     Alte religii (1,38%)
Conform recensământului din 2011, comuna Donji Andrijevci avea 3.709 locuitori. Din punct de vedere etnic, majoritatea locuitorilor (96,6%) erau croați, cu o minoritate de sârbi (2,32%). Apartenența etnică nu este cunoscută în cazul a 0,05% din locuitori. Din punct de vedere confesional, majoritatea locuitorilor (95,2%) erau catolici, cu o minoritate de ortodocși (2,75%). Pentru 0,67% din locuitori nu este cunoscută apartenența confesională.